# Municipio de Dayton (condado de Wright)
El municipio de Dayton (en inglés: Dayton Township) es un municipio ubicado en el condado de Wright en el estado estadounidense de Iowa. En el año 2010 tenía una población de 358 habitantes y una densidad poblacional de 3,83 personas por km².

## Geografía
El municipio de Dayton se encuentra ubicado en las coordenadas 42°41′17″N 93°47′39″O / 42.68806, -93.79417. Según la Oficina del Censo de los Estados Unidos, el municipio tiene una superficie total de 93.46 km², de la cual 93,46 km² corresponden a tierra firme y (0 %) 0 km² es agua.

## Demografía
Según el censo de 2010, había 358 personas residiendo en el municipio de Dayton. La densidad de población era de 3,83 hab./km². De los 358 habitantes, el municipio de Dayton estaba compuesto por el 96,93 % blancos, el 1,12 % eran afroamericanos, el 0,56 % eran asiáticos, el 0,56 % eran de otras razas y el 0,84 % eran de una mezcla de razas. Del total de la población el 9,78 % eran hispanos o latinos de cualquier raza.